# الإجهاض في مصر
الإجهاض في مصر أمر محظور بموجب المواد 260-264 من قانون العقوبات لعام 1937. ومع ذلك، وبموجب المادة 61 من قانون العقوبات، يجوز منح استثناءات للإجهاض في حالات الضرورة، والتي عادة ما يتم تفسيرها على أنها تسمح بالإجهاض الضروري لإنقاذ حياة المرأة الحامل. امتد هذا الاستثناء ليشمل الحالات التي يشكل فيها الحمل خطرًا على صحة المرأة الحامل، وحالات ضعف الجنين. يمكن للطبيب إجراء الإجهاض فقط في مثل هذه الحالات عندما يوافق أخصائيان، ما لم تكن حياة المرأة في خطر وشيك.
يجوز سجن أي شخص يحرض على الإجهاض، ويمكن الحكم على الأطباء الذين يفعلون ذلك بالسجن. الإدانات ليست شائعة، لأن النيابة العامة يجب أن تثبت أن المرأة كانت حاملًا والوسائل التي انقطع بها الحمل.
في عام 1998، أصدر محمد سيد طنطاوي، الإمام الأكبر للأزهر، فتوى تدعو إلى الإجهاض للنساء غير المتزوجات اللائي تعرضن للاغتصاب. في عام 2004 وافق على مشروع قانون يسمح بالإجهاض في حالة الاغتصاب. كان مشروع القانون غير ناجح.
على الرغم من القيود القانونية، فإن حالات الإجهاض شائعة. في دراسة أجريت عام 2000 على 1,025 امرأة من ست قرى في صعيد مصر، وجد أن 416 امرأة قد خضعن لإجهاض واحد على الأقل؛ بين هذه المجموعة، كان هناك 265 عملية إجهاض لكل 1,000 ولادة حية. تتم عمليات الإجهاض بطرق محلية أو في عيادات سرية أو على حساب أطباء نسائية خاصين.
بالإضافة إلى ذلك، فإن عمليات الإجهاض غير الآمنة شائعة: فقد وجدت دراسة أجريت عام 1998 أن حوالي 20 ٪ من حالات دخول المستشفيات التوليدية كانت مخصصة للعلاج بعد الإجهاض. قدرت إحدى الدراسات أنه بين عامي 1995 و 2000، كان هناك 2,079,216 حالة إجهاض، و 2,542 حالة وفاة للأمهات بسبب عمليات الإجهاض غير الآمنة.